# Радіонівка
Радіонівка — село в Україні, Криворізькому районі Дніпропетровської області. У деяких картографічних джерелах зустрічається як Родіонівка.
Орган місцевого самоврядування — Чкаловська сільська рада. Населення — 650 мешканців.

## Археологія
Знайдений при розкопках у селі гостроконечник кам'яної доби.

## Географія
Село Радіонівка знаходиться за 2,5 км від берега Карачунівського водосховища, за 2 км від села Інгулець.

## Населення

### Мова
Розподіл населення за рідною мовою за даними перепису 2001 року:
| Мова       | Відсоток |
| ---------- | -------- |
| українська | 89,1 %   |
| російська  | 10,9 %   |

## Економіка
- «Батьківщина», кооператив.
- «Інгулець», СВК.

## Об'єкти соціальної сфери
- Школа.